# آیفون

نقشه عرضه آیفون در سراسر جهان:
آیفون از زمان عرضه اولین آیفون به‌طور رسمی عرضه می‌شود
آیفون از زمان عرضه آیفون ۳جی به‌طور رسمی عرضه می‌شود
به‌زودی
آیفون به‌طور رسمی عرضه نمی‌شود

آی‌فُون (به انگلیسی: iPhone)، یک گوشی تلفن هوشمند همراه است که در روز ۲۹ ژوئن ۲۰۰۷ توسط استیو جابز، مدیر عامل وقت شرکت اپل معرفی شد. تاکنون ۳۴ مدل از این گوشی به بازار عرضه شده‌است.
آی‌فون صفحه‌کلید ندارد و تنها از یک کلید home برخوردار است که با فشردن آن کاربر به صفحه اصلی یا خانه منتقل می‌شود. بعد از معرفی آیفون ۷ این کلید لمسی شد و پس از معرفی آیفون ایکس به کلی از آیفون حذف شد و تنها دو گوشی آیفون اس‌ای ۲ و آیفون اس‌ای ۳ بودند که با این که پس از آیفون اِکس معرفی و عرضه شدند، ولی همچنان از کلید home بهره می‌بردند.
آی‌فون از صفحه حساس لمسی بهره می‌گیرد، که می‌توان با آن تایپ کرد، شماره گرفت و برنامه‌های گوناگون مبتنی بر وب و سیستم‌عامل آی‌اواس، را اجرا کرد.
سیستم‌عامل این گوشی بر مبنای مک اواس است و آی‌اواس نام دارد. آی‌فون از مرورگر وب سافاری بهره می‌گیرد.
تاکنون ۱۶ مدل از سری گوشی آیفون منتشر شده است که جدید ترین مدل این موبایل آیفون ۱۶ نام دارد که در سال ۲۰۲۴ منتشر و پخش شد

## زمان عرضه
نخستین بار شرکت اپل در تاریخ ۲۹ ژوئن سال ۲۰۰۷ میلادی آیفون را روانه بازارهای آمریکا کرد. در این روز بسیاری از علاقه‌مندان با تشکیل صف‌های طولانی در برابر فروشگاه‌های اپل و شرکت ای‌تی اند تی در صف ایستادند تا جزو اولین کسانی باشند که این گوشی را می‌خرند. همچنین این گوشی از سال ۲۰۰۸، در بازارهای جهانی نیز عرضه شد. هدف‌گذاری اپل، فروش ۱۰ میلیون واحد از این دستگاه بود.

## مدل‌ها
تاکنون ۳۸ مدل آیفون تولید شده‌است. مدل‌های پررنگ دستگاه‌های جدیدترین نسل هستند:

### مدل‌های کنونی
- آیفون ۱۲ (۲۰۲۰–اکنون)
- آیفون ۱۳ (۲۰۲۱–اکنون)
- آیفون ۱۳ مینی (۲۰۲۱–اکنون)
- آیفون اس‌ای (نسل سوم) (۲۰۲۲–اکنون)
- آیفون ۱۴ (۲۰۲۲–اکنون)
- آیفون ۱۴ پلاس (۲۰۲۲–اکنون)
- آیفون ۱۴ پرو (۲۰۲۲–اکنون)
- آیفون ۱۴ پرو مکس (۲۰۲۲–اکنون)
- آیفون ۱۵ (۲۰۲۳-اکنون)
- آیفون ۱۵ پلاس (۲۰۲۳-اکنون)
- آیفون ۱۵ پرو (۲۰۲۳-اکنون)
- آیفون ۱۵ پرو مکس (۲۰۲۳-اکنون)
- آیفون ۱۶ (۲۰۲۴-اکنون)
- آیفون ۱۶ پلاس (۲۰۲۴- اکنون)
- آیفون ۱۶ پرو (۲۰۲۴-اکنون)
- آیفون ۱۶ پرو مکس (۲۰۲۴-اکنون)

### مدل‌های سابق
- آیفون (نسل اول) (۲۰۰۷–۲۰۰۸)
- آیفون ۳جی (۲۰۰۸–۲۰۱۰)
- آیفون ۳جی‌اس (۲۰۰۹–۲۰۱۲)
- آیفون ۴ (۲۰۱۰–۲۰۱۳)
- آیفون ۴اس (۲۰۱۱–۲۰۱۴)
- آیفون ۵ (۲۰۱۲–۲۰۱۳)
- آیفون ۵سی (۲۰۱۳–۲۰۱۵)
- آیفون ۵اس (۲۰۱۳–۲۰۱۶)
- آیفون ۶ (۲۰۱۴–۲۰۱۶)
- آیفون ۶ پلاس (۲۰۱۴–۲۰۱۶)
- آیفون ۶اس (۲۰۱۵–۲۰۱۸)
- آیفون ۶اس پلاس (۲۰۱۵–۲۰۱۸)
- آیفون اس‌ای (نسل اول) (۲۰۱۶–۲۰۱۸)
- آیفون ۷ (۲۰۱۶–۲۰۱۹)
- آیفون ۷ پلاس (۲۰۱۶–۲۰۱۹)
- آیفون ۸ (۲۰۱۷–۲۰۲۰)
- آیفون ۸ پلاس (۲۰۱۷–۲۰۲۰)
- آیفون ایکس (۲۰۱۷–۲۰۱۸)
- آیفون اکس‌آر (۲۰۱۸–۲۰۲۱)
- آیفون اکس‌اس (۲۰۱۸–۲۰۱۹)
- آیفون اکس‌اس مکس (۲۰۱۸–۲۰۱۹)
- آیفون ۱۱ (۲۰۱۹–۲۰۲۲)
- آیفون ۱۱ پرو (۲۰۱۹–۲۰۲۰)
- آیفون ۱۱ پرو مکس (۲۰۱۹–۲۰۲۰)
- آیفون اس‌ای (نسل دوم) (۲۰۲۰–۲۰۲۲)
- آیفون ۱۲ مینی (۲۰۲۰–۲۰۲۲)
- آیفون ۱۲ پرو (۲۰۲۰–۲۰۲۱)
- آیفون ۱۲ پرو مکس (۲۰۲۰–۲۰۲۱)
- آیفون ۱۳ پرو (۲۰۲۱–۲۰۲۲)
- آیفون ۱۳ پرو مکس (۲۰۲۱–۲۰۲۲)

### جزئیات
- آیفون (نسل اول) (۲جی، فلسفه نام‌گذاری این است که از تکنولوژی نسل دوم شبکه تلفن همراه استفاده می‌کند)

اولین نسل از آیفون
جی‌پی‌اس: ندارد
دوربین فیلمبرداری: ندارد
- آیفون ۳جی

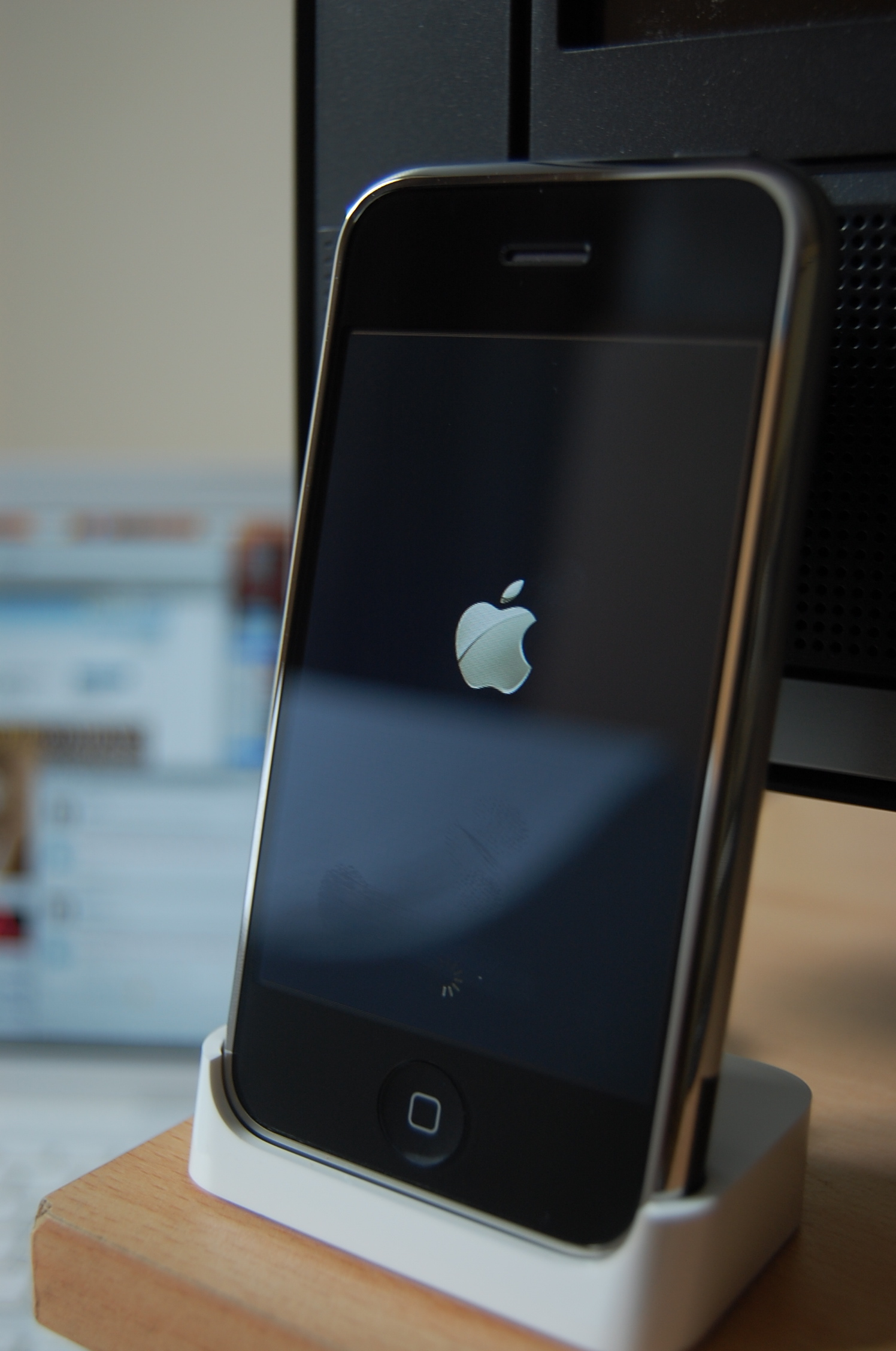
آیفون نسل اول

تقریباً یک سال پس از طوفانی که اپل در ژوئن ۲۰۰۷ با معرفی اولین نسل iPhone به راه انداخت، دومین عضو این خانواده نیز با تغییرات کم و بیش قابل توجه به بازار ارائه گردیده‌است و دو فاکتور توزیع گسترده و حوزه قیمتی مناسب، آن را به بزرگ‌ترین رقیب برای iPhone کلاسیک بدل کرده‌است.
دوربین:۲ مگاپیکسل
جی‌پی‌اس: دارد
فیلمبرداری: ندارد
- آیفون ۳جی‌اس

آیفون نسل سوم ماه ژوئن سال ۲۰۰۹ ابعاد: ۱۲٫۳×۶۲٫۱×۱۱۵٫۵ میلی‌متر وزن: ۱۳۵ گرم
بلوتوث: نسخه ۲٫۱
مشخصات دوربین: ۳٫۲ مگاپیکسل
رزولوشن عکس: ۱۵۳۶×۲۰۴۸ پیکسل
فیلم‌برداری: دارد
کیفیت فیلم‌برداری: VGA
- آیفون ۴

دوربین: ۵ مگاپیکسل
فیلم‌برداری دارد
کیفیت فیلم‌برداری: HD
- آیفون ۴اس

دوربین: ۸ مگاپیکسل

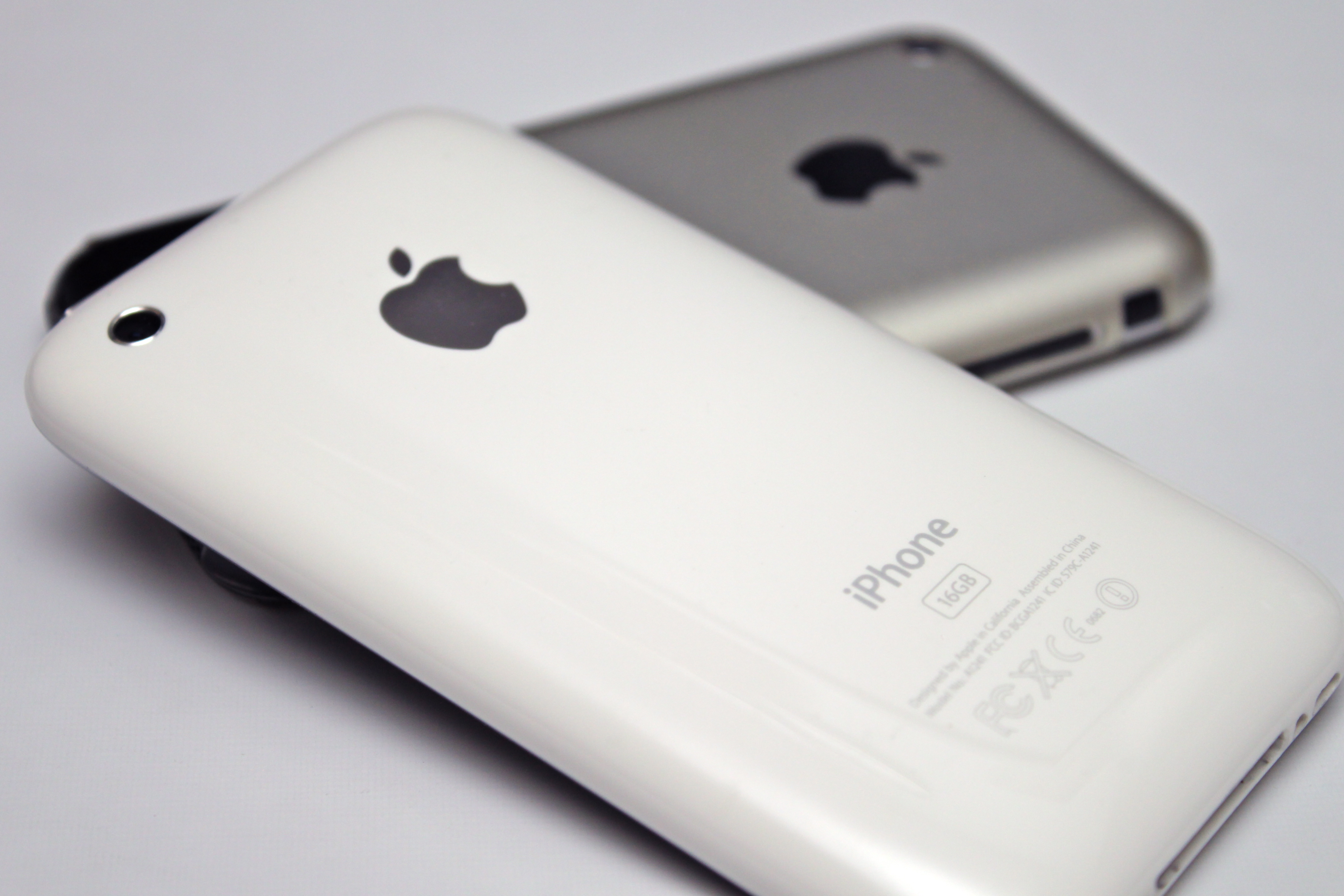
آیفون ۳جی‌اس (در زیر آن، آیفون (نسل اول) دیده می‌شود.

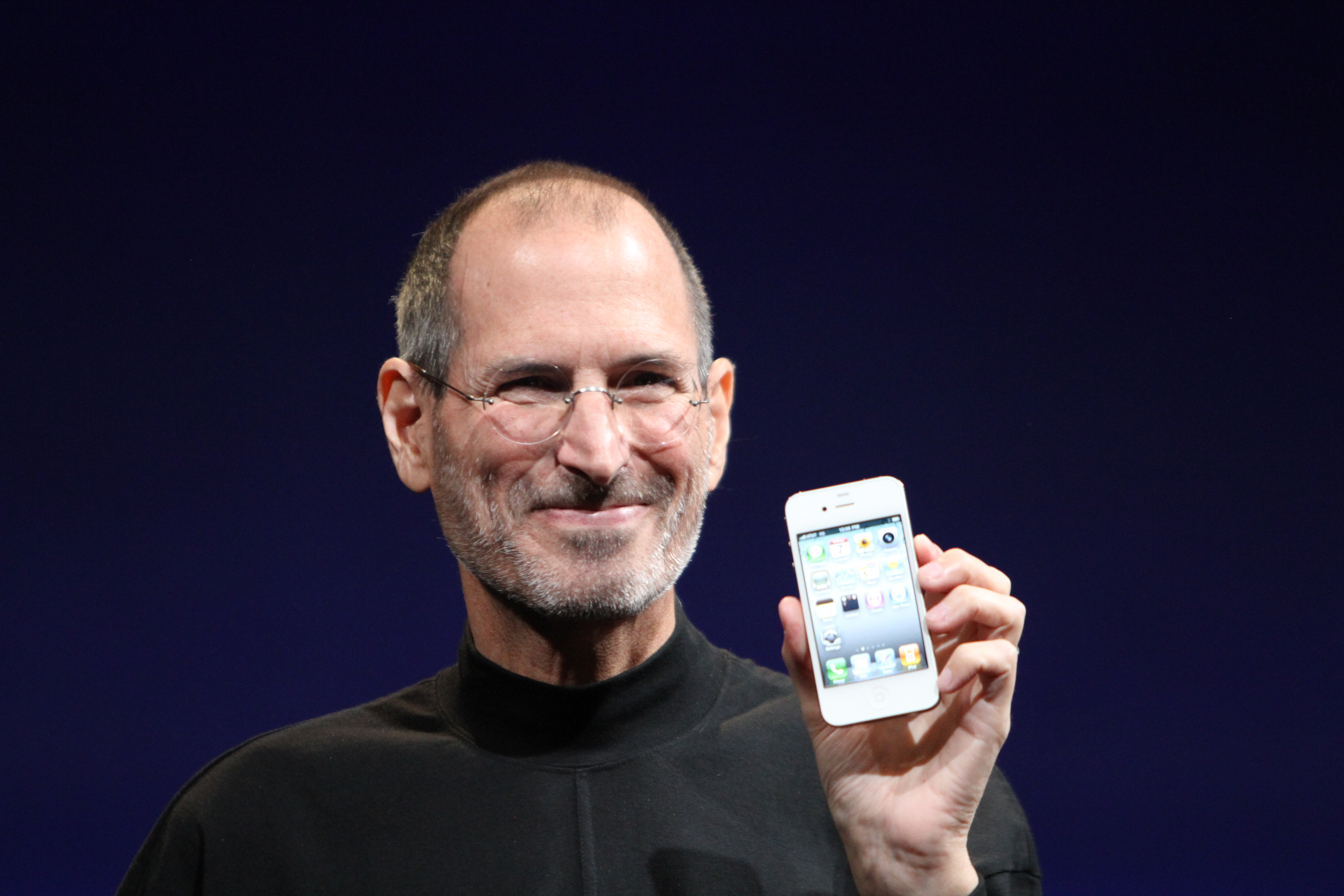
آیفون ۴ در دستان استیو جابز

امکان دریافت دستورها صوتی و پردازش هوشمند،
از لحاظ ظاهری تغییر چندانی با مدل قبلی ندارد،
قدرت پردازش بالاتر با استفاده cpu دو هسته ایی.
امکان فیلم‌برداری با کیفیت full HD 1080
- آیفون ۵

آیفون نسل پنج ۱۲ سپتامبر سال ۲۰۱۲ ابعاد: ۱۲۳٫۸ × ۵۸٫۶ × ۷٫۶ میلی‌متر وزن۱۱۲ گرم
نسخه بلوتوث: نسخهٔ ۴٫۰ باA2DP
مشخصات دوربین: ۸٫۰ مگاپیکسل
فیلم‌برداری دارد
کیفیت فیلم‌برداری: قابلیت فیلم‌برداری با کیفیت Full HD در ابعاد ۱۰۸۰ × ۱۹۲۰ پیکسل و با سرعت ۳۰ فریم بر ثانیه
مدل پردازنده: Apple A6 Chipset, Dual-Core ARM Cortex-A15 CPU
جنس بدنه: آلومینیوم
ورژن سیستم عامل:ios10.1.1 تاiOS 6.0
- آیفون ۵سی

آیفون نسل ششم ۱۰ سپتامبر ۲۰۱۳ ابعاد: ۷٫۶ × ۵۸٫۶ × ۸ میلی‌متر وزن ۱۳۲ گرم
نسخه بلوتوث: نسخهٔ ۴٫۰ باA2DP
مشخصات دوربین: ۸٫۰ مگاپیکسل
فیلم‌برداری دارد
کیفیت فیلم‌برداری: قابلیت فیلم‌برداری با کیفیت Full HD در ابعاد ۱۰۸۰ × ۱۹۲۰ پیکسل و با سرعت ۳۰ فریم بر ثانیه
مدل پردازنده: Apple A6 Chipset, Dual-Core ARM Cortex-A15 CPU
جنس بدنه: پلاستیک همراه با یک لایه فلز که در پشت قاب قرار گرفته‌است
ورژن سیستم عامل: iOS 7.0
- آیفون ۵اس

آیفون نسل هفتم در ۱۰ سپتامبر ۲۰۱۳ رونمایی شد.
ابعاد: ۷٫۶ × ۵۸٫۶ × ۸ میلی‌متر وزن ۱۱۲ گرم
نسخه بلوتوث: نسخهٔ ۴٫۰ باA2DP
مشخصات دوربین: ۸٫۰ مگاپیکسل دوربین با لنز ۵ لایه و گشادگی f/2.2 و فلاش True Tone و لرزش گیر
فیلم‌برداری دارد
کیفیت فیلم‌برداری: قابلیت فیلم‌برداری با کیفیت Full HD در ابعاد ۱۰۸۰ × ۱۹۲۰ پیکسل و ضبط ویدئو ۱۲۰ فریم بر ثانیه در حالت اسلوموشن
مدل پردازنده: چیپ جدید A7 پردازنده ۶۴ بیتی و گرافیک جدید، ۲ برابر سریع تر نسبت به مدل‌های قبلی
حسگر اثر انگشت با نام Touch ID
ورژن سیستم عامل: ios 10.1.1 تاiOS 7.0
همچنین آیفون 5s و se از قدرتمندترین گوشی‌های ۴ اینچی اپل هستند
- آیفون ۶

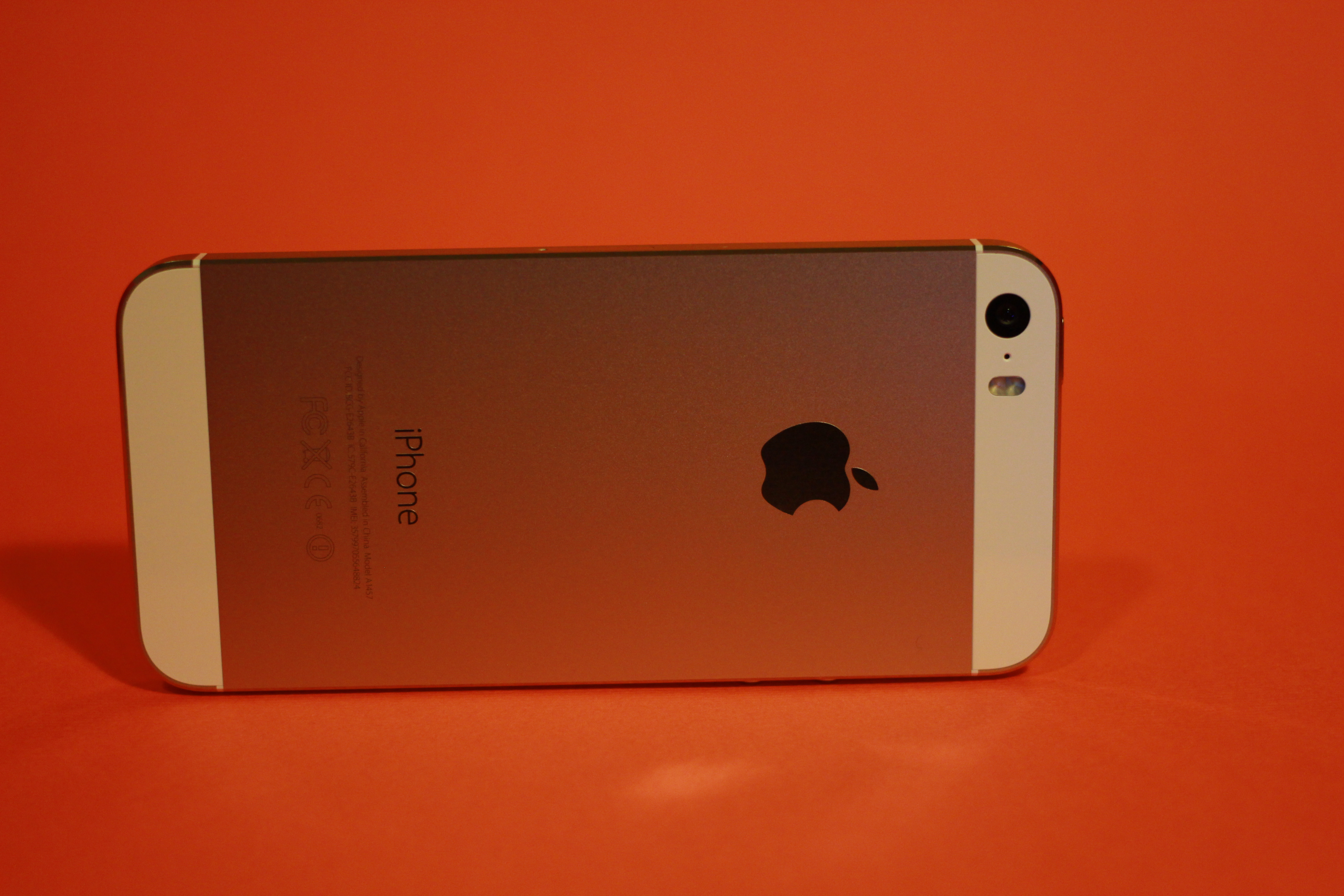
اپل آیفون ۵اس گلد

آیفون ۶ نسل هشتم گوشی‌های هوشمند اپل است که در تاریخ ۹ سپتامبر ۲۰۱۴ عرضه شد. اپل در ۲۴ ساعت نخست عرضه این گوشی توانست ۴ میلیون دستگاه از این دو مدل را به فروش برساند. ضخامت این گوشی ۶٫۹ میلی‌متر است که باریک‌ترین آیفون ساخته شده تاکنون است. همچنین صفحه نمایش ۴٫۷ اینچی (تراکم ۳۲۶ پیکسل در هر اینچ) از نوع لمسی خازنی با ۱۶ میلیون رنگ از دیگر مشخصات آن است. آیفون ۶ در سه مدل ۱۶، ۶۴ و ۱۲۸ گیگابایتی عرضه شده و به یک دوربین ۸ مگاپیکسلی مجهز است ضمن اینکه قادر به فیلمبرداری اسلوموشن با سرعت ۱۲۰ و ۲۴۰ فریم برثانیه و همچنین مجهز به امکان تایم‌لپس است. نسبت به مدل قبلی این گوشی از پردازنده دو هسته‌ای A8 و حافظه اجرایی ۱ گیگابایت سرعت عملکرد سریع‌تری برخوردار است. همچنین امکان پرداخت موبایلی Apple Pay نیز به امکانات این گوشی اضافه شده‌است. این گوشی با سیستم عامل آی‌اواس هشت عرضه شده‌است.
- آیفون ۶ پلاس

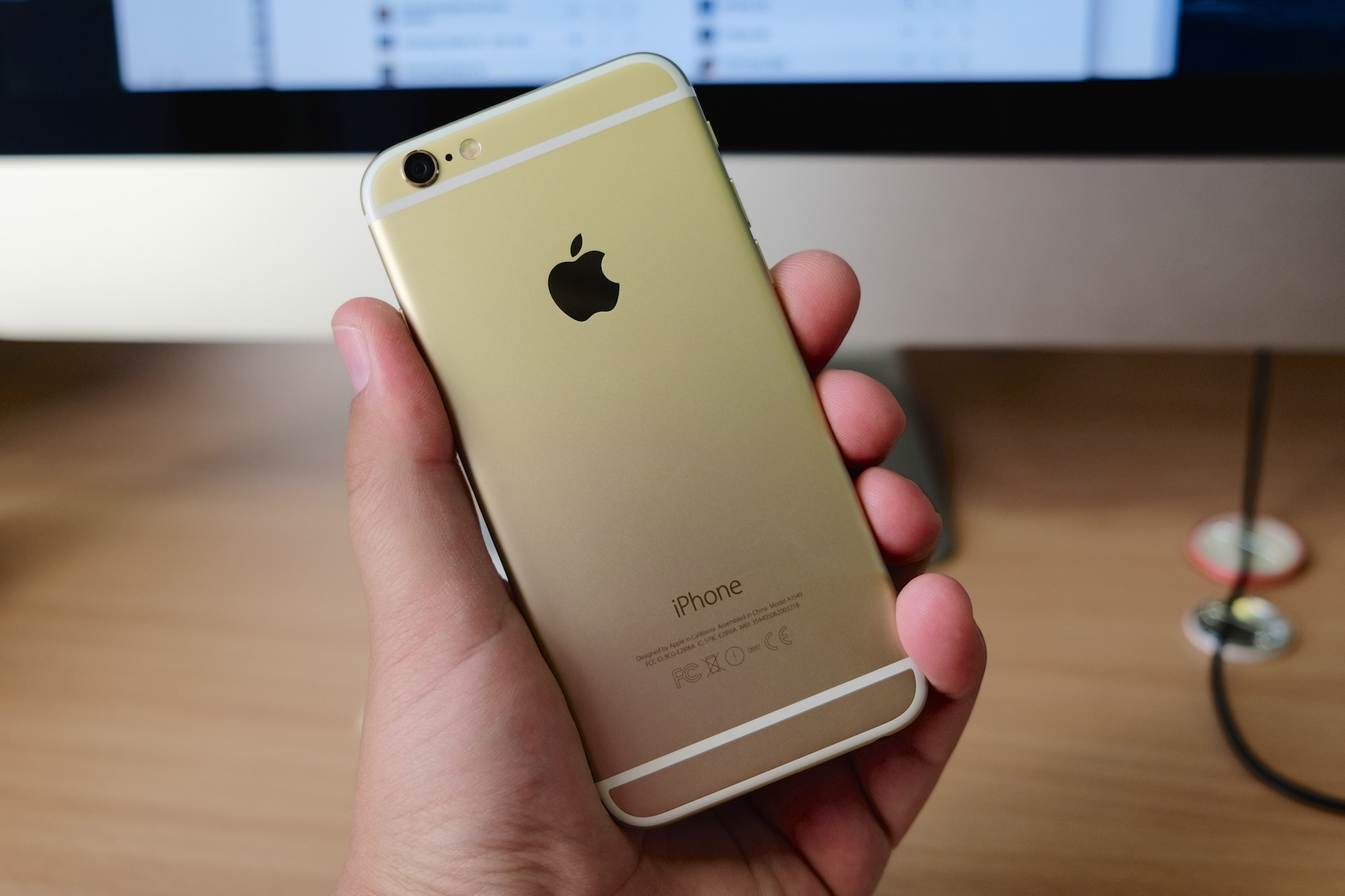
آیفون ۶

آیفون ۶ پلاس هم‌زمان با آیفون ۶ در ۱۹ سپتامبر ۲۰۱۴ معرفی شد و با صفحه نمایش ۵٫۵ اینچی به نوعی نخستین فبلت اپل به حساب می‌آید.
بخش عمده مشخصات این گوشی با آیفون ۶ یکسان است اما با افزایش اندازه صفحه نمایش وزن آن به ۱۷۲ گرم رسیده‌است. دوربین پشتی این دستگاه ۸ مگاپیکسل و دوربین جلویی ان ۲٫۱ مگاپیکسل است. آیفون ۶ پلاس مانند نسل‌های پیشین از کارت حافظه پشتیبانی نمی‌کند و در سه نسخه ۱۶، ۶۴ و ۱۲۸ گیگابایتی عرضه شده‌است. پردازنده این دستگاه از نوع ۶۴ بیتی A8 است و از سیستم عامل آی‌اواس ۸ پشتیبانی می‌کند. آیفون ۶ پلاس به جز اندازه صفحه نمایش و وزن یک تفاوت با آیفون ۶ دارد و آن ثابت‌کننده تصویر در هنگام تصویربرداری است.
- آیفون ۶اس

اپل هر ساله، جدیدترین گوشی خود را در شهریورماه معرفی می‌کند. گوشی «اپل آیفون ۶اس» (Apple iPhone 6s) هم طبق عادت هر ساله در جریان مراسمی جذاب معرفی شد. اپل در این گوشی، نوع صفحهٔ لمسی را به کلی تغییر داده و آن را به گونه‌ای بازسازی کرده تا در عین جذابیت کارآمد هم باشد. این گوشی از نظر ابعاد و وزن، بزرگ‌تر و سنگین‌تر از نسل قبلی‌اش است. اما در مقابل، با آیفون جدید می‌توانید تصاویری با کیفیت بالاتر ثبت کنید، از پردازندهٔ سریع‌تر برای بازی کردن استفاده کنید و حتی با سرعت بیشتری به اینترنت متصل شوید. البته در کنار این قابلیت‌های مثال زدنی، رنگ رزگلد (صورتی) هم در کنار رنگ‌های قبلی خاکستری، طلایی و نقره‌ای به رنگ‌های این گوشی افزوده شده‌است.
قابلیت «لمس فشاری» (Force Touch) که قبل‌تر در مک‌بوک و اپل واچ استفاده شده بود، حالا با تغییراتی به آیفون آمده‌است. این فناوری که با نام جدید «لمس سه بعدی» (3D Touch) معرفی شد قادر است میزان فشار وارده روی نمایشگر را تشخیص دهد و مطابق با آن عملکردهای مختلفی را انجام دهد. در مقابل، استفاده از این فناوری در آیفون جدید باعث شده تا در مقایسه با نسخهٔ قبلی‌اش وزن و ضخامتی بیشتر داشته باشد. اما نمایشگر این گوشی بدون تغییر با نسل قبلی از نوع LCD با فناوری IPS است. همان سایز ۴٫۷ اینچی با رزولوشن ۱۳۳۴ در ۷۵۰ و تراکم پیکسلی ۳۲۶ پیکسلی آیفون ۶ در نسل جدید آیفون دوباره تکرار شده‌است. اپل برای محافظت این نمایشگر، از لایه‌ای مقاوم در برابر خط و خش و همچنین لایه‌ای محافظ در مقابل عرق و جذب اثر انگشت استفاده کرده‌است.
استفاده از آلومینیوم سری ۷۰۰۰ باعث شده تا آیفون 6s در مقایسه با نسل قبلی‌اش بسیار مقاوم‌تر شود. در این سری برای مقاوم‌سازی آلومینیوم از زینک استفاده شده و برخلاف بسیاری از دیدگاه‌ها این آلومینیم از نظر وزنی با سری ۶۰۰۰ تفاوتی چندانی ندارد. آیفون جدید ۷٫۱ میلی‌متر ضخامت و وزنی نزدیک به ۱۴۳ گرم دارد. در آیفون جدید رنگ رزگلد (صورتی) هم در کنار رنگ‌های قبلی طلایی، نقره‌ای و خاکستری، در دسترس کاربران قرار گرفته‌است.
اپل بالاخره و آن‌هم بعد از چهار نسل، تصمیم به استفاده از دوربین بهتری برای آیفون جدید گرفت. استفاده از دوربینی با سنسور ۱۲ مگاپیکسلی برای دوربین اصلی و سنسوری ۵ مگاپیکسلی در دوربین سلفی از تغییرات بزرگ این نسل از آیفون هستند. دوربین جدید می‌تواند تا ۵۰ درصد پیکسل بیشتر در مقایسه با دوربین قبلی ثبت کند. همچنین استفاده از فناوری جدیدی که اپل آن را «جداسازی عمیق پیکسلی» (Deep Trench Isolation) نامیده‌است، کمک می‌کند تا رنگ‌های هر پیکسل تصویر به پیکسل‌های مجاورش سرایت نکند. این فناوری جدید از آشفتگی رنگ‌ها در تصاویر جلوگیری می‌کند. دوربین جدید، به آیفون 6s امکان می‌دهد تا ویدئوهایی با رزولوشن 4K ضبط کند.
از دیگر قابلیت‌های جدید که اپل تأکید زیادی روی آن دارد، استفاده از تراشهٔ قدرتمند A9 در آیفون 6s است. این تراشه از نوع ۶۴ بیتی است، با لیتوگرافی ۱۴ نانومتری تولید شده و دارای ۲ هسته پردازشی با معماری ARMv8 است. توان پردازشی هر هسته از این مجموعه در حدود ۱٫۸ گیگاهرتز است. تراشهٔ A9 تا ۷۰ درصد سریع‌تر از نسل قبلی‌اش است. پردازندهٔ گرافیکی آیفون جدید هم پیشرفتی ۹۰ درصدی در سرعت داشته‌است. علاوه بر این پیشرفت‌ها، استفاده از ۲ گیگابایت رم کمک می‌کند تا کاربران تجربهٔ کاربری بهتری در اجرای برنامه‌ها و بازی‌ها داشته باشند. به لطف این تراشه، سرعت اتصال به شبکه‌های 4G هم دو برابر شده‌است. نسل جدید حس‌گر اثر انگشت در این گوشی مورد استفاده قرار گرفته‌است که به ادعای اپل سرعت و دقت بیشتری نسبت به نسل قبل دارد.
اپل، آیفون جدید را با تغییرات زیادی روانهٔ بازار کرده‌است. دوربین اصلی با سنسور ۱۲ مگاپیکسل، دوربین سلفی ۵ مگاپیکسلی، فناوری جدید 3D Touch، استفاده از آلومینیوم سری ۷۰۰۰ برای مقاومت بیشتر بدنه، استفاده از حس‌گر اثر انگشت با دقت بیشتر و در انتها استفاده از تراشهٔ A9 از تغییرات بزرگ این گوشی در مقایسه با قبل است
آیفون se
آیفون se همان آیفون ۵ است که با امکانات بیشتری عرضه شده همچنین این گوشی از لحاظ طراحی قدرت و کیفیت مانند آیفون 5s ایت
- اس‌ای

همچون پردازنده قوی‌تر، دوربین بهتر و برخی ویژگی‌های آیفون ۶اس را با قیمتی کم‌تر در اختیار مشتریان قرار می‌دهد. این گوشی که صفحه آن ۴ اینچی است، ظاهر آیفون ۵اس را داراست. به گفتهٔ اپل آیفون اس ای که از وجود فناوری 3D Touch بهره نمی‌برد،
- آیفون ۷

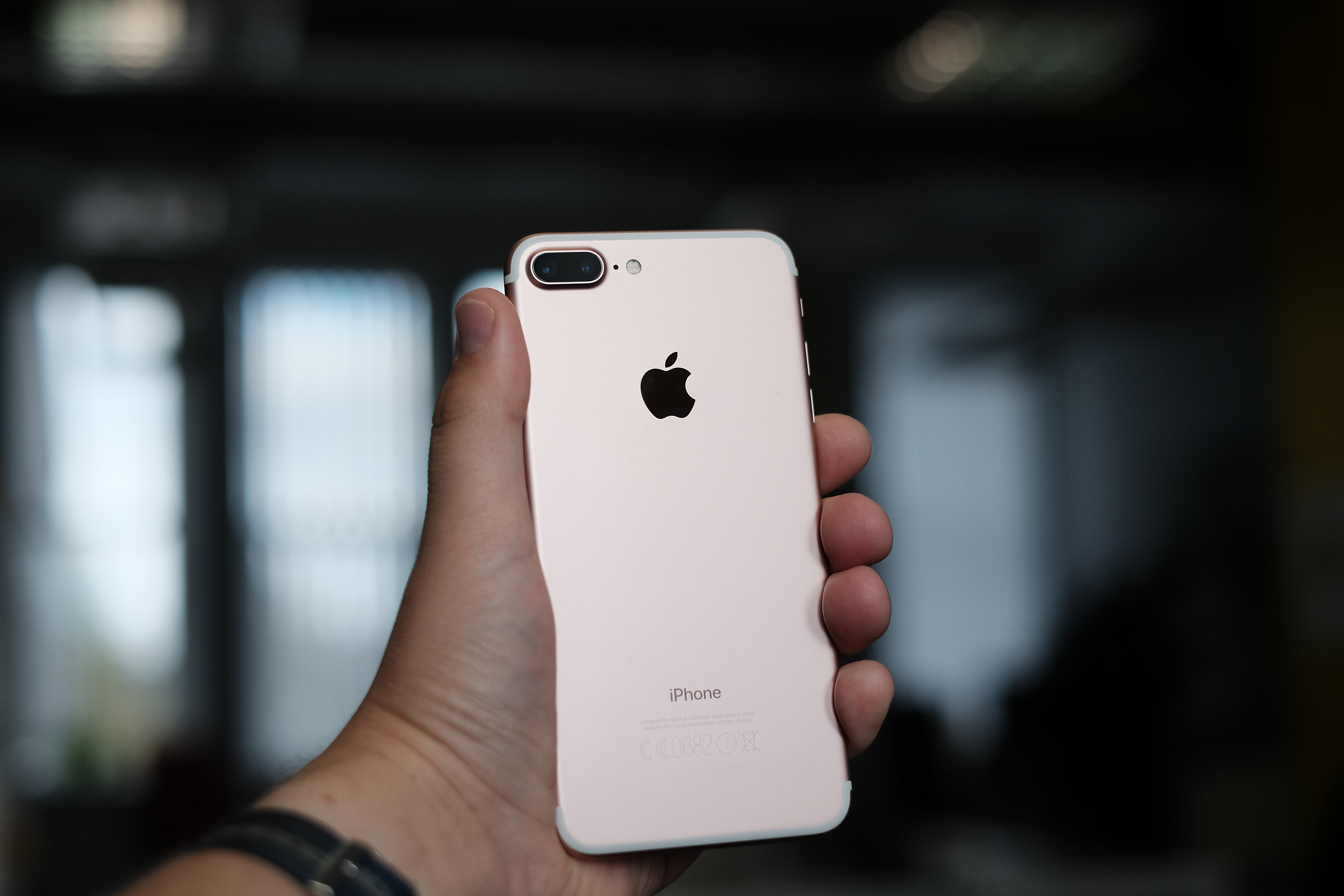
آیفون ۷ پلاس

آیفون ۷ و ۷ پلاس از نظر طراحی کاملاً شبیه به نسل‌های گذشته خود هستند و تغییرات بسیار کمی در آن‌ها قابل مشاهده است. آیفون ۷ از یک صفحه نمایش ۴٫۷ اینچی رتینا بهره می‌برد. پنل جدید به کار رفته در این محصول چیزی حدود ۲۵ درصد روشن‌تر از نسل گذشته خود است. خبری از پورت هدفون‌نیز بر روی این گوشی نیست اما برای نخستین بار بلندگوهایی استریو بر روی این محصول به کار گرفته شده. یکی از بخش‌های سخت‌افزاری ارتقاء یافته در هفتمین نسل از آیفون‌های اپل، استفاده از تراشه‌های A10 Fusion است. به‌طور معمول اپل نامی از سازنده اصلی آن نبرده اما عنوان کرده که این تراشه حاوی ساختاری ۶۴ بیتی، ۴ هسته ضعیف همراه با دو هسته قدرتمند است تا عمر باتری این گوشی هوشمند افزایش یابد. یکی از جذابیت‌های نسخه ۴٫۷ اینچی آیفون ۷، دوربینی با دیافراگم f/1.8 همراه با یک لنز ۱۲ مگاپیکسلی و سیستم لرزش گیر نوری است که این محصول را دیوایسی جذاب برای عکاسی در شرایط نوری کم تبدیل کرده‌است.
اپل در تالار اجتماعات «بیل گراهام» واقع شده در شهر سان فرانسیسکوی ایالت کالیفرنیا از آیفون ۷ پلاس رونمایی کرد. آیفون ۷ پلاس دارای دو لنز دوربین است که هر دو دارای کیفیتی ۱۲ مگاپیکسلی هستند. این آیفون از زوم اپتیکال تا دو برابر و زوم دیجیتالی تا ۴ برابر را پشتیبانی می‌کند. همچنین این گوشی با دارای بودن گواهینامهٔ IP 67، در برابر آب و گرد و غبار محافظ است. این گوشی نیز مانند آیفون ۷ از تراشهٔ A10 Fusion قدرت می‌گیرد و جک هدفون از آن حذف شده‌است.
- آیفون ۸

در سپتامبر سال ۲۰۱۷ و در سالنی که به نام استیو جابز شاخته شده، اپل از سه گوشی سری ایکس به نام‌های آیفون ۸، آیفون ۸ پلاس و آیفون ۱۰ رونمایی کرد. آیفون ۸ از صفحه نمایش ۴٫۷ اینچی با رزولوشن استاندارد ۱۶:۹ بهره می‌برد. درست مانند چیزی که در آیفون ۷ شاهد آن بودیم و تاچ آی دی این گوشی در قاب جلویی و پایین صفحه نمایش قرار دارد. تنها تفاوت ظاهری آیفون ۸ با نسل‌های قبلی خود در این است که قاب پشتی گوشی جدید اپل از یک محافظ شیشه‌ای در پشت بهره می‌برد. آیفون ۸ نیز مانند نسل قبلی خود فاقد جک ۳٫۵ میلی‌متری هدفون است. اپل در این گوشی از تراشهٔ A11 استفاده کرده که دارای ۶ هسته پردازشی است، این پردازنده به صورتی طراحی شده که کمترین مصرف انرژی را داشته باشد. تراشهٔ A11 چهار هسته کم مصرف با نام Mistral و ۲ هسته پر قدرت با نام Monsoon را شامل می‌شود. آیفون ۸ از ۲ گیگابایت رم بهره می‌برد و در دو نسخه با حافظه داخلی ۶۴ و ۲۵۶ گیگابایت به بازار عرضه شد. همچنین آیفون ۸ از شارژ بی‌سیم پشتیبانی می‌کند.
آیفون ۸ پلاس دارای نمایشگر ۵٫۵ اینچی بوده و دوربین آن نسبت به گذشته بهبودهای بسیاری به خود دیده‌است. در آیفون ۸ پلاس شاهد دو حسگر ۱۲ مگاپیکسلی در پشت دستگاه هستیم که در این ناحیه بیرون زدگی را نیز همچون گذشته به همراه دارد. یکی از این دو حسگر امکان زوم ۲ برابر اپتیکال را فراهم می‌کند. دوربین سلفی نیز حسگری ۷ مگاپیکسلی دارد. آیفون ۸ پلاس مانند آیفون ۸ به تراشهٔ A11 Bionic مجهز است که اولین پردازنده ۶ هسته‌ای اهالی کوپرتینو محسوب می‌شود. این چیپست در عین دارا بودن قدرت پردازشی بالا، بسیار کم‌مصرف است. این گوشی نیز مانند آیفون ۸ از شارژر بی‌سیم پشتیبانی می‌کند.
- سری آیفون ایکس

در سپتامبر سال ۲۰۱۷ و در دهمین سالگرد معرفی اولین گوشی آیفون، اپل سری آیفون ایکس (iPhone X) را معرفی کرد، که شامل آیفون XR,X,XS maxو، XS می‌شود، البته اپل در مراسم معرفی این دستگاه از نام آیفون ۱۰ نیز استفاده کرد. آیفون ۱۰ یک محصول کاملاً جدید و نوآورانه محسوب می‌شود. اپل در آیفون ایکس، سبک طراحی سنتی خود را تغییر داده و چندین و چند قابلیت ویژه و کاملاً جدید را نیز به این گوشی اضافه کرده‌است. بدنه دستگاه از یک قاب فولادی و شیشه تقویت شده ساخته شده و قسمت پشتی که دوربین در آن تعبیه شده کمی برآمده‌است. استفاده از شیشه به جای فلز در پشت گوشی باعث شده تا امکان شارژ بدون سیم Qi نیز در آیفون ۱۰ وجود داشته باشد. صفحه نمایش این گوشی ۵٫۸ اینچی بوده و برای اولین بار، اپل از پنل‌های امولد در آیفون ۱۰ استفاده کرده‌است. با توجه به اینکه صفحه نمایش بخش بزرگی از جلوی گوشی را اشغال کرده، خبری از دکمه هوم و همچنین تاچ آی دی (Touch ID) در این دستگاه نیست. در عوض اپل از سیستم جدیدی به نام فیس آی دی (Face ID) استفاده کرده که صورت کاربران را تشخیص می‌دهد. یکی از قابلیت‌های جدیدی که به آیفون ایکس اضافه شده، انیموجی (Animoji) نام دارد. دستگاه جدید اپل قادر است تا با استفاده از سنسورهای متعدد و پیشرفته‌ای که در آن به کار رفته حالات صورت و صحبت‌های کاربر را تشخیص داده و شکلک کارتونی متناسب با آن را نمایش دهد. دوربین آیفونِ جدید یکی از مهم‌ترین قابلیت‌های آن است. در پشت دستگاه همانند آیفون ۸ پلاس از دو لنز استفاده شده که یکی از آن‌ها لنزی معمولی و دیگری لنز تله با زوم دو برابر است. اما چیزی که به این دوربین‌ها اضافه شده لرزش گیر اپتیکال تصویر است که پیش از این در آیفون وجود نداشت. آیفون ایکس به صورت جهانی در دو نسخه با حافظه ۶۴ و ۲۵۶ گیگابایت عرضه می‌شود و اپل به ترتیب قیمت ۹۹۹ و ۱۱۴۹ دلار برای این گوشی در نظر گرفته، به همین دلیل آیفون ۱۰ گرانترین گوشی عرضه شده اپل تا این تاریخ است.
- آیفون ۱۱

آیفون ۱۱ در سه نسخه معمولی، pro و pro max و در سال ۲۰۱۹ معرفی شد. نسخه pro max از دوربین سه‌گانه دوازده مگاپیکسلی، چهار گیگابایت حافظه رم و پردازنده قدرتمند Apple A13 Bionic بهره می‌برد. باتری آن ۳۹۶۰ میلی‌آمپر ساعت و اندازه آن ۶٫۵ اینچ است.
- آیفون ۱۲

در چهار نسخه mini، معمولی، pro و pro max معرفی شد. طراحی آن با آیفون ۱۱ تفاوتی ندارد و کناره‌های گوشی تخت شده‌است، اما از ۶ گیگابایت رم، دوربین بهبود یافت، باطری ضعیف تر نسبت به نسل قبل در عوض بهینه تر و پردازنده Apple A14 Bionic بهره‌مند است.
- آیفون ۱۳

در چهار نسخه mini، معمولی، pro و pro max معرفی شد. جایگاه سنسورهای پشتی در ماژول جابه‌جا شده بود.
از پردازنده Apple A15 Bionic بهره‌مند است. آیفون ۱۳ اولین آیفونی بود که از رفرش‌ریت ۱۲۰هرتز بهرمند شد و از قابلیت عکاسی ماکرو بهرمند بود و از حافظه ۱ ترابایتی بهرمند بود و همچنین ناچ نسبت به آیفون ۱۲ کوچکتر شده بود حجم باتری نسبت به آیفون ۱۲ پیشرفت قابل توجهی کرده بود مخصوصاً نسخه pro max و همچنین قابلیت شارژ با شارژر ۲۷ وات را دارا بود. عکاسی شب پیشرفت قابل توجهی داشت. آیفون آیفون ۱۳ مینی، معمولی، پرو و پرو مکس به ترتیب در نسخه‌های پایه ۷۹۹٬۸۹۹٬۹۹۹٬۱۰۹۹دلار بود
- آیفون ۱۴
- این مدل در تاریخ ۷ سبتامبر ۲۰۲۲ جدیدترین مدل آیفون بوده یکی از پرقدرت‌ترین موبایل های بازار است. نسخهٔ پرو این دستگاه از پردازنده A16 Bionic اپل بهره‌مند است و دارای ناچ جدید با اصطلاح داینامیک آیلند می‌باشد.
- آیفون ۱۵
- این مدل در تاریخ  12 سپتامبر 2023  جدیدترین مدل آیفون بوده  پرقدرت‌ترین موبایل حال حاضر  بازار است. نسخهٔ پرو این دستگاه از پردازنده A17 Pro اپل بهره‌مند است و دارای ناچ جدید با اصطلاح داینامیک آیلند می‌باشد.
- آیفون ۱۶
- این مدل در تاریخ ۱۰ سپتامبر ۲۰۲۴ جدیدترین مدل آیفون در زمان خود بوده و یکی از پرقدرت‌ترین موبایل‌های بازار است. نسخهٔ پرو این دستگاه از پردازنده A18 Pro اپل بهره‌مند است و علاوه بر داینامیک آیلند، دکمه جدیدی با عنوان دکمه کپچر (Capture Button) به آن اضافه شده است.

## اصطلاحات
۱. Firmware: سیستم‌عامل نصب شده روی گوشی شما که از ۱٫۰٫۰ تا ۱۳٫۳٫۱ (درحال حاضر) متغیر است.
۲. Unlock: برای استفاده از آنتن گوشی باید گوشی شما باز شده (آنلاک) باشد که در گوشی‌های ۳g به ۲ صورت Sim Lock و Unlock Factory تقسیم می‌شود.
۳. Jailbreak: برای استفاده از امکانات گوشی مانند برنامه‌های کرک شده و شخصی‌سازی و… باید گوشی شما Jailbreak شده باشد. (البته با این کار امنیت گوشی در خطر قرار می‌گیرد و گوشی کند می‌شود)
۴. Cydia / Sources: یک نرم‌افزار روی گوشی‌های Jailbreak شده که بر روی گوشی شما از اینترنت برنامه دانلود می‌کند.
۵. IPA: برنامه‌های گوشی برای فرمورهای ۲ به بعد که باید توسط آیتونز نصب شوند.
۶. Mobile Installation: برنامه جهت نصب شدن IPAهای کرک شده روی گوشی
۷. Safe Mode: حالت امن، باعث می‌شود تا تمام برنامه‌های اضافی بسته و حافظه RAM گوشی برای اجرای برنامه‌هایی که نیاز به RAM زیاد تر دارند خالی گردد (برای ورود به این حالت نیاز به نصب برنامه SbSettings از cydia می‌باشد)
۸. DFU Mode: حالتی عمیق‌تر از Recovery Mode که دستگاه کاملاً غیرفعال می‌شود و برای Downgrade یا Restore به ورژن قدیمی‌تر یا برای Jailbreak کردن استفاده می‌شود.
۹. Recovery Mode: حالتی است که دستگاه در صورت کرش شدن به آن می‌رود و برای Upgrade کردن به ورژن قدیمی هم به صورت دستی استفاده می‌شود
۱۰. Restore: برگرداندن گوشی به حالت اولیه خود به کمک iTunes
11. Respring: برای Refresh کردن صفحه آیفون پس از انجام بعضی از عملیات‌ها از این دستور استفاده می‌شود (برای انجام این کار به صورت شخصی باید SbSettings نصب باشد)
۱۲. Sync: تبادل اطلاعات بین آیفون و آیتونز
۱۳. Installer: همانند cydia عمل می‌کند و در موقع Jailbreak کردن می‌توانید آن را نصب کنید
۱۴. Authorize: برای ثبت کردن آیتونز و اکانت شما از روی مشخصات کامپیوترتان در شبکه آیتونز